# 太龍寺ロープウェイ

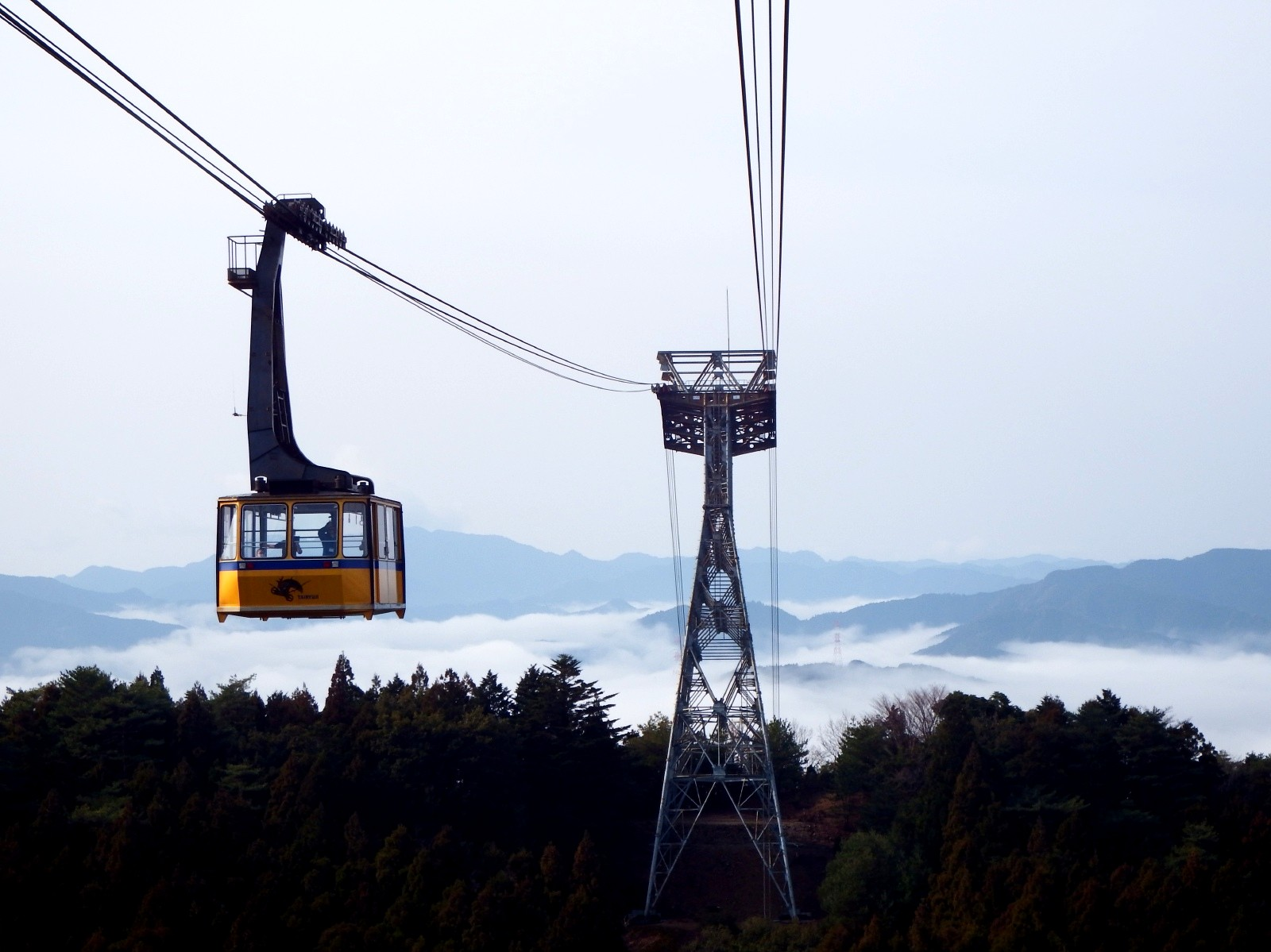
太龍寺ロープウェイ

太龍寺ロープウェイ（たいりゅうじロープウェイ）は、徳島県那賀郡那賀町の鷲の里駅（道の駅鷲の里に併設）から阿南市の太龍寺駅を結ぶ四国ケーブルのロープウェイ路線である。全長2,775メートルで西日本で最長、日本で最初の山越えを行うロープウェイである。四国八十八景（第17番）に「西日本最長ロープウェイからの和歌山まで望める雄大な眺め」として選ばれている。
1992年7月21日開業、総工費22億円。太竜寺山の山頂に所在する四国八十八箇所第21番札所の舎心山太龍寺への直通路であり、乗車時間11分で一挙に標高476メートルに到達し本堂への石段下に至る。従来は遍路ころがしの一つと呼ばれる難所であり、現在でも車道は悪路で中腹の駐車場から残り20分は徒歩を余儀なくされていたが、この路線の開通で多くの参拝者が容易に参拝できるようになった。

## ゴンドラからの展望

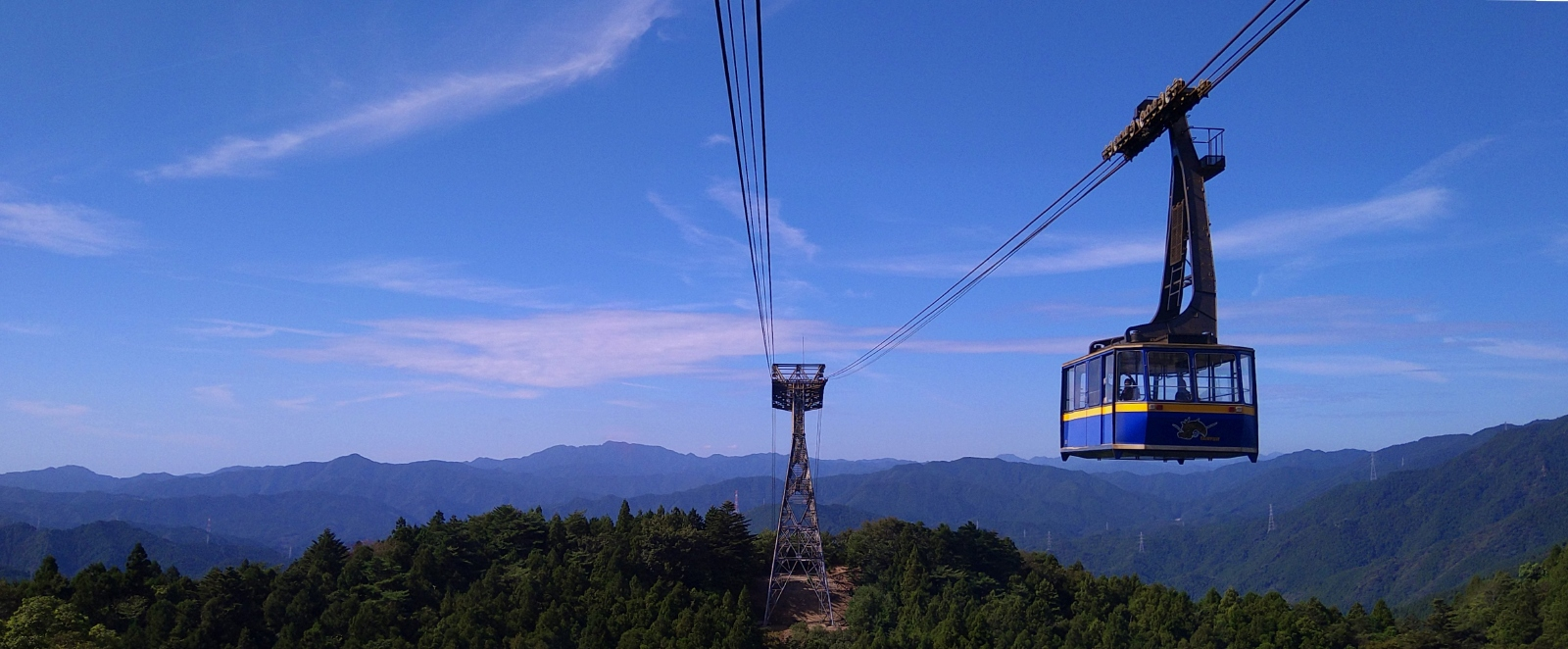
剣山方面（西）

那賀川流域のわじきラインを眼下に見下ろしつつ、剣山山系のほか紀伊水道や橘湾が見渡せる。鉄塔支柱の大きさは世界一で標高600 mの山越えの瞬間、鳴門方面の眺望が開ける。
ロープウェイで移動中、わずかの時間であるが20番札所の鶴林寺の三重塔の屋根が望め、また、昔は当山にニホンオオカミが生息していたということで５匹の狼の像が岩場に設置されている。さらに太竜寺山の山頂尾根の眼前右の岩場に流政之のブロンズ作品「ヤマサキモリ」が臨める。
後半は、岩場の太龍嶽（舎心嶽）の上で修行している様子の空海の座像が確認できる。同嶽は延暦16年（797年）に空海が24歳で著した『三教指帰』の序文において修行をした地として最初に記述されている。また、その右側に当山で最大の杉の大木・燈明杉（２代目）が見える。

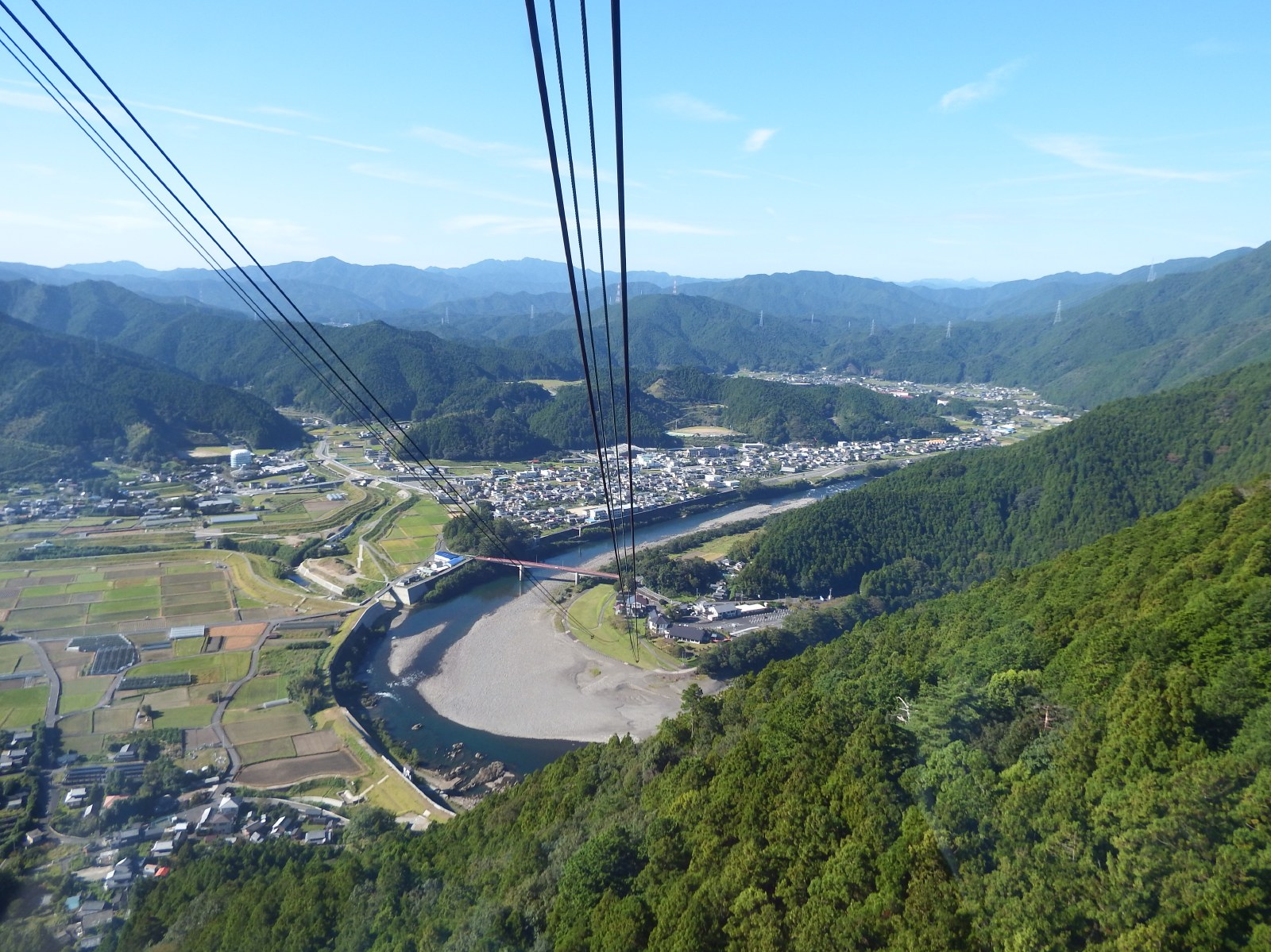
那賀川を越える
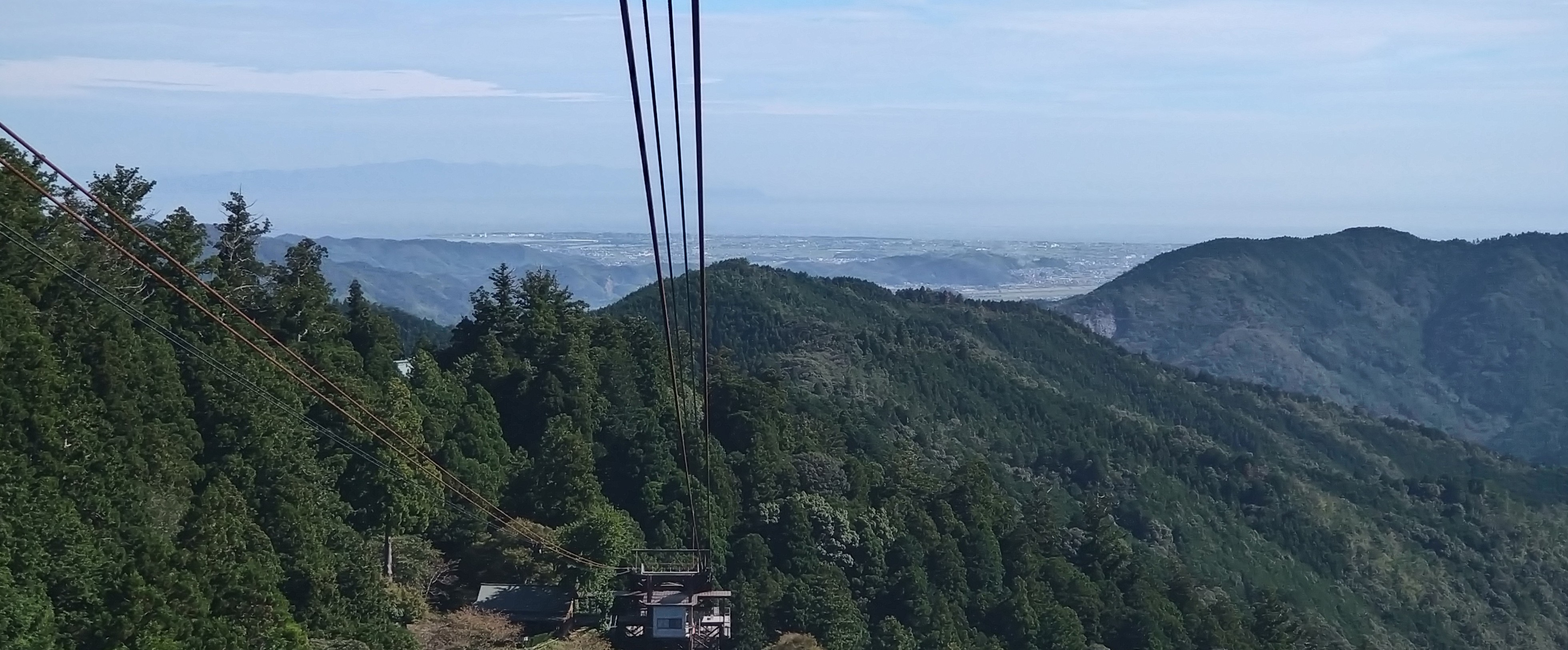
淡路島が望める（東）
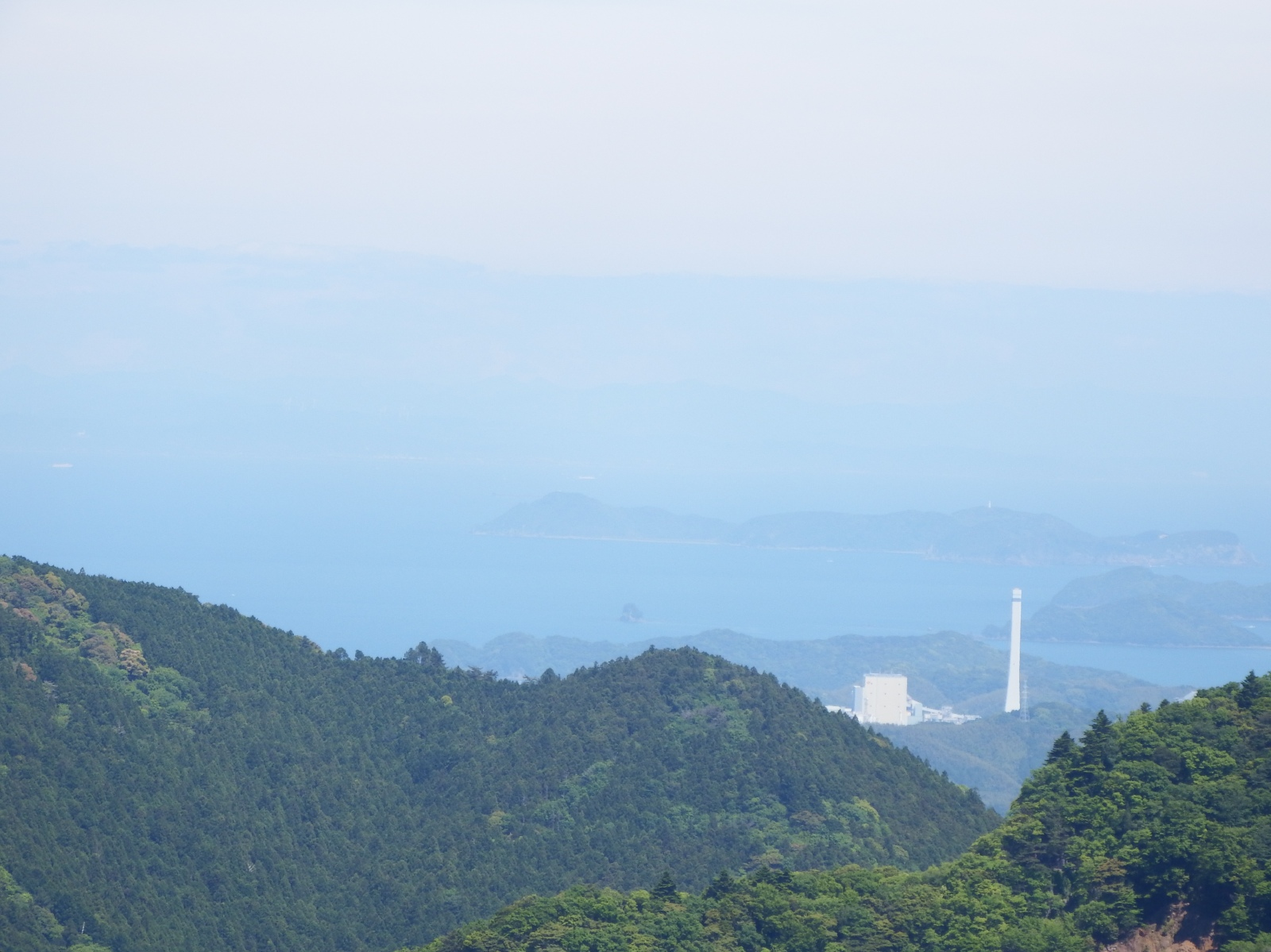
発電所の煙突の向こうに和歌山が
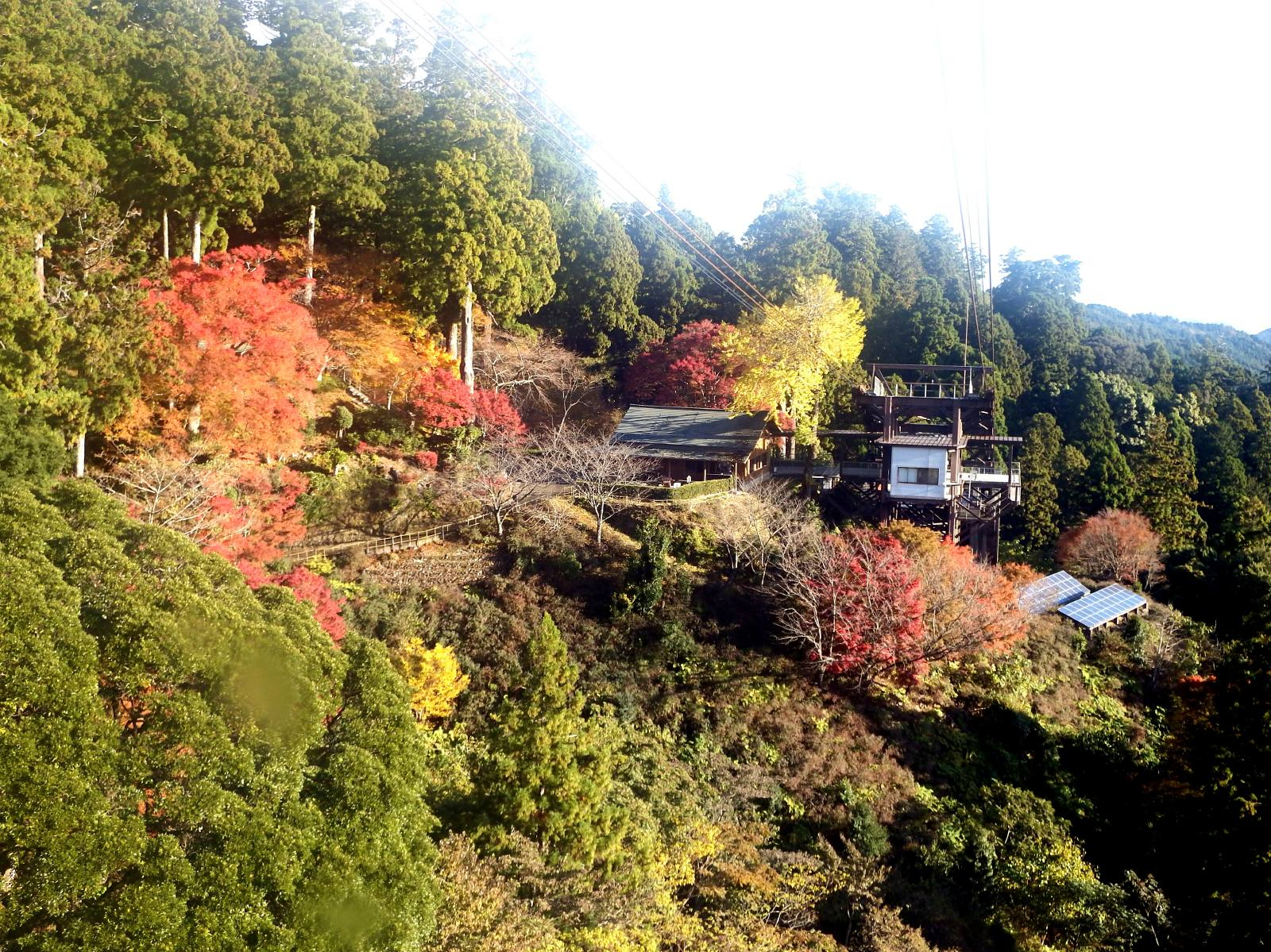
山頂駅の晩秋
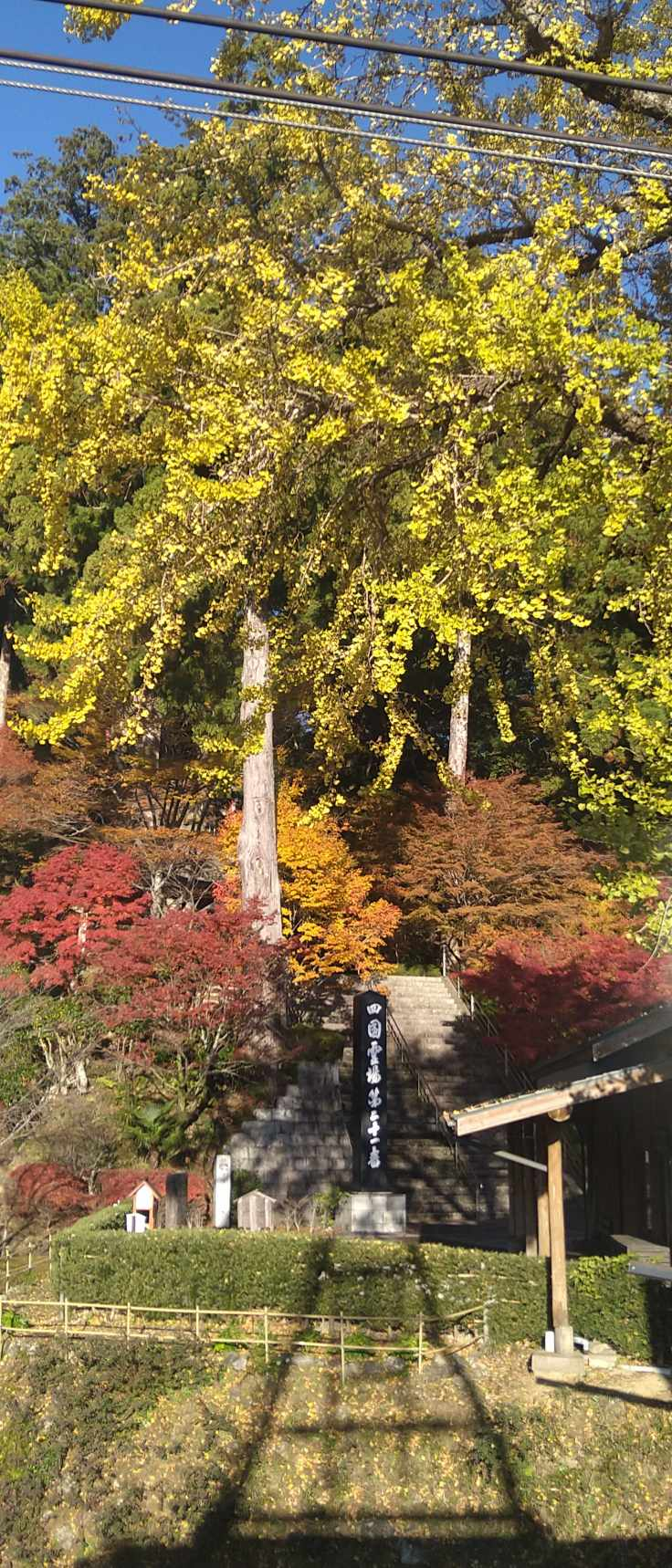
山頂駅に到着直前

## 路線データ
- ゴンドラ：スイスCWA製の101人乗りの軽金属製箱型
- 索道の方式：4線交走式
- 線路水平長：2,683.82 m
- 高低差：線路両端422.00 m 線路最大508.00 m
- 運転速度：5 m/秒（時速18km）
- 原動機：500Kw
- 線路最急勾配：30度
- 駅数：2駅
- 設計製作メーカー：（株）日本ケーブル
- 支持鉄塔の高さ：1号42 m 2号24 m
- 支持鉄塔の設計と製作：（株）デンロコーポレーション[2]

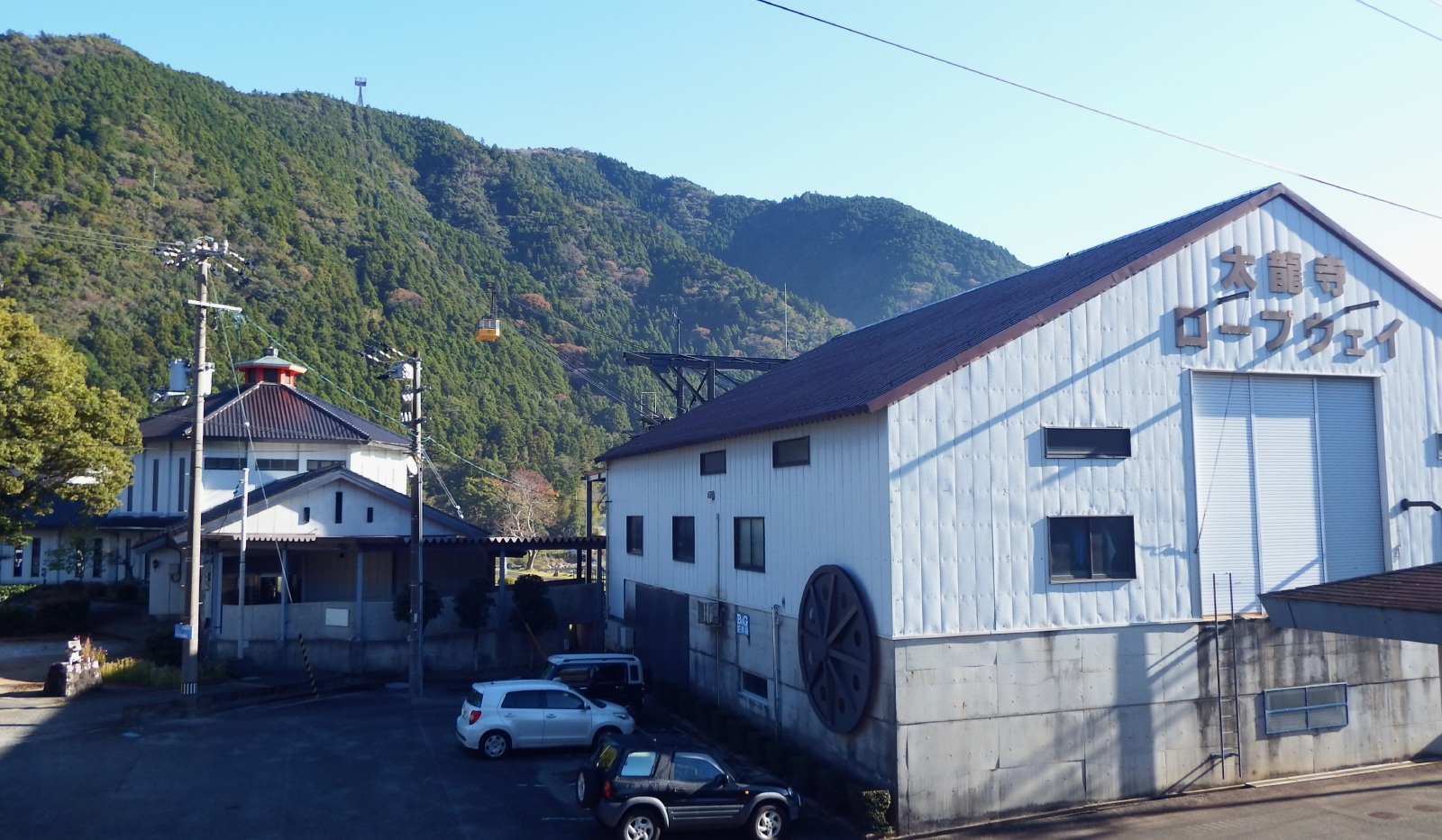
山麓駅・鷲の里駅
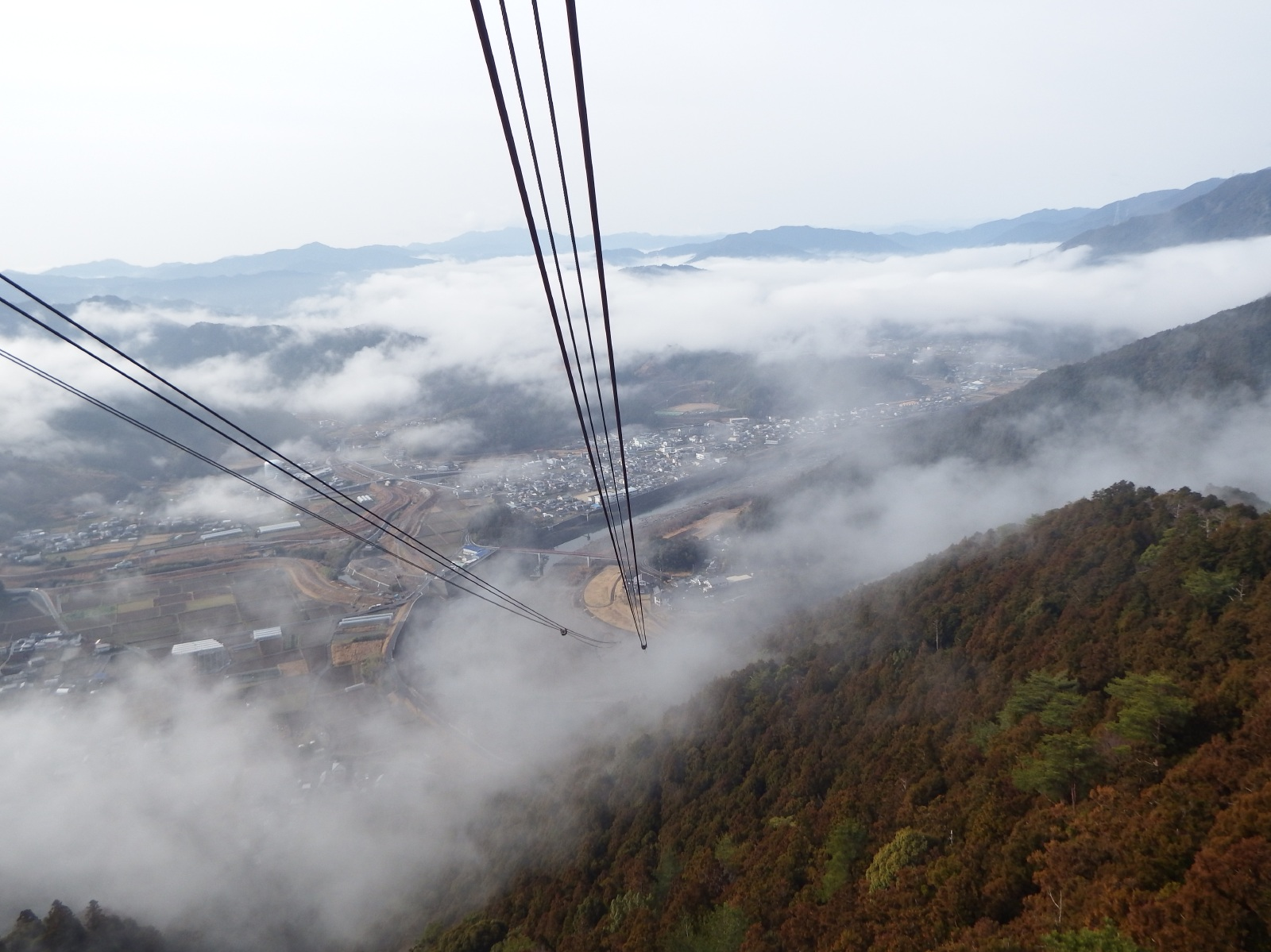
那賀川を渡る
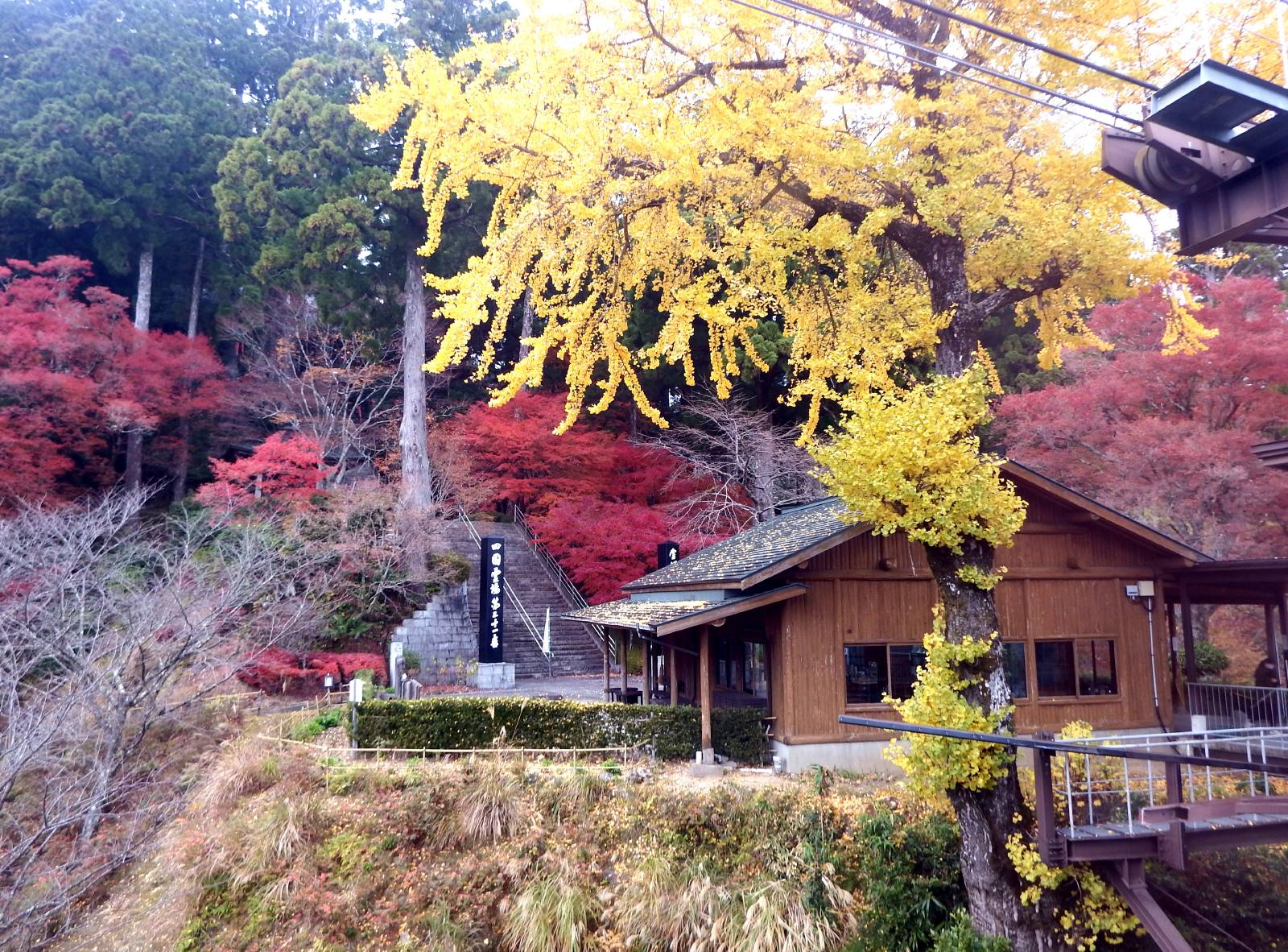
山頂駅
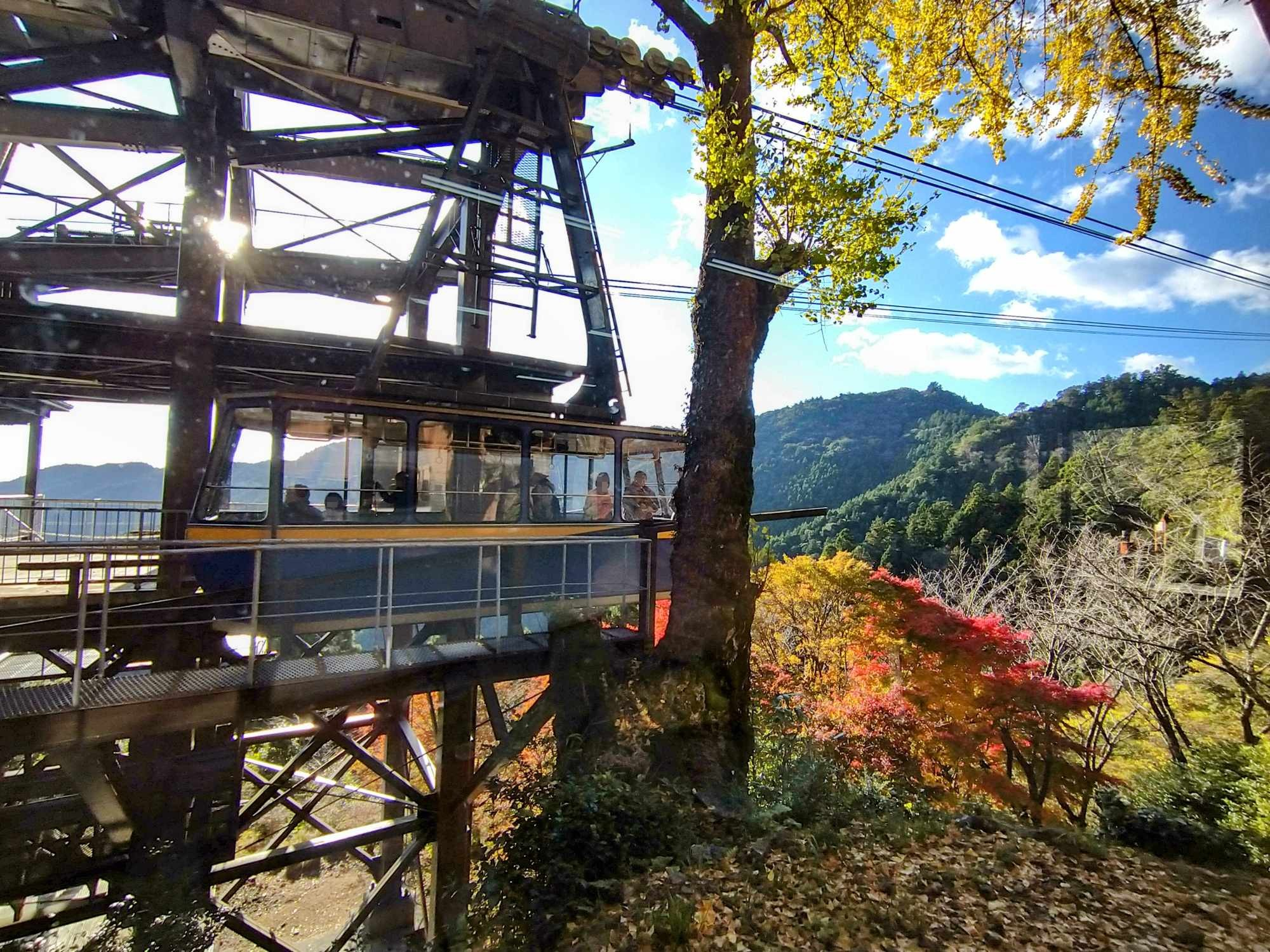
山頂駅に到着
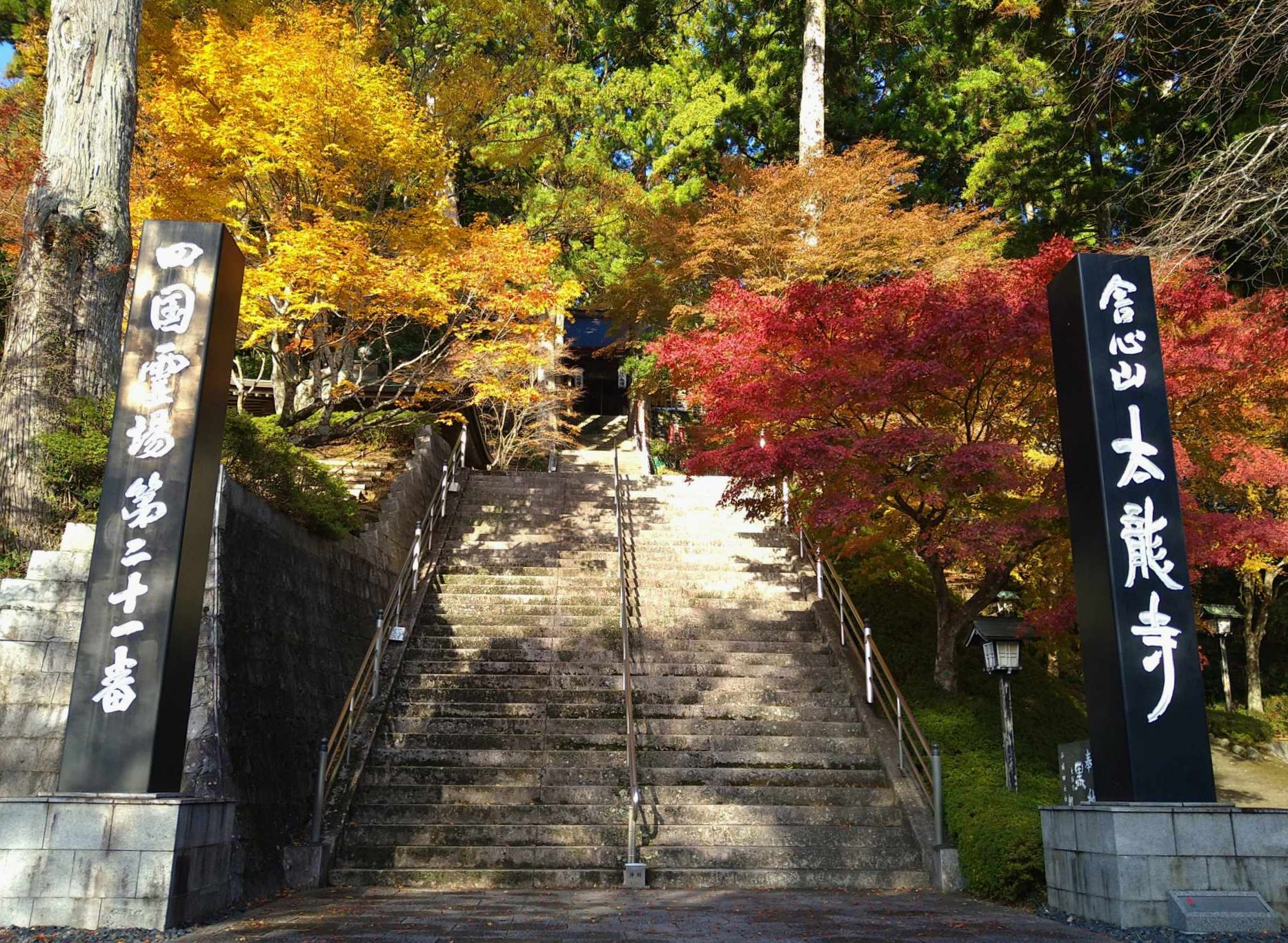
山頂駅の前の石段を上がると本堂

## 運転情報
- 8:00 - 16:40

毎時0・20・40分の20分間隔。
年中無休、悪天候のときは休止あり

### 運賃
- 大人：片道1,300円／往復2,600円
- 中・高校生：片道980円／往復1,950円
- 小学生：片道650円／往復1,300円

15名以上から団体割引あり

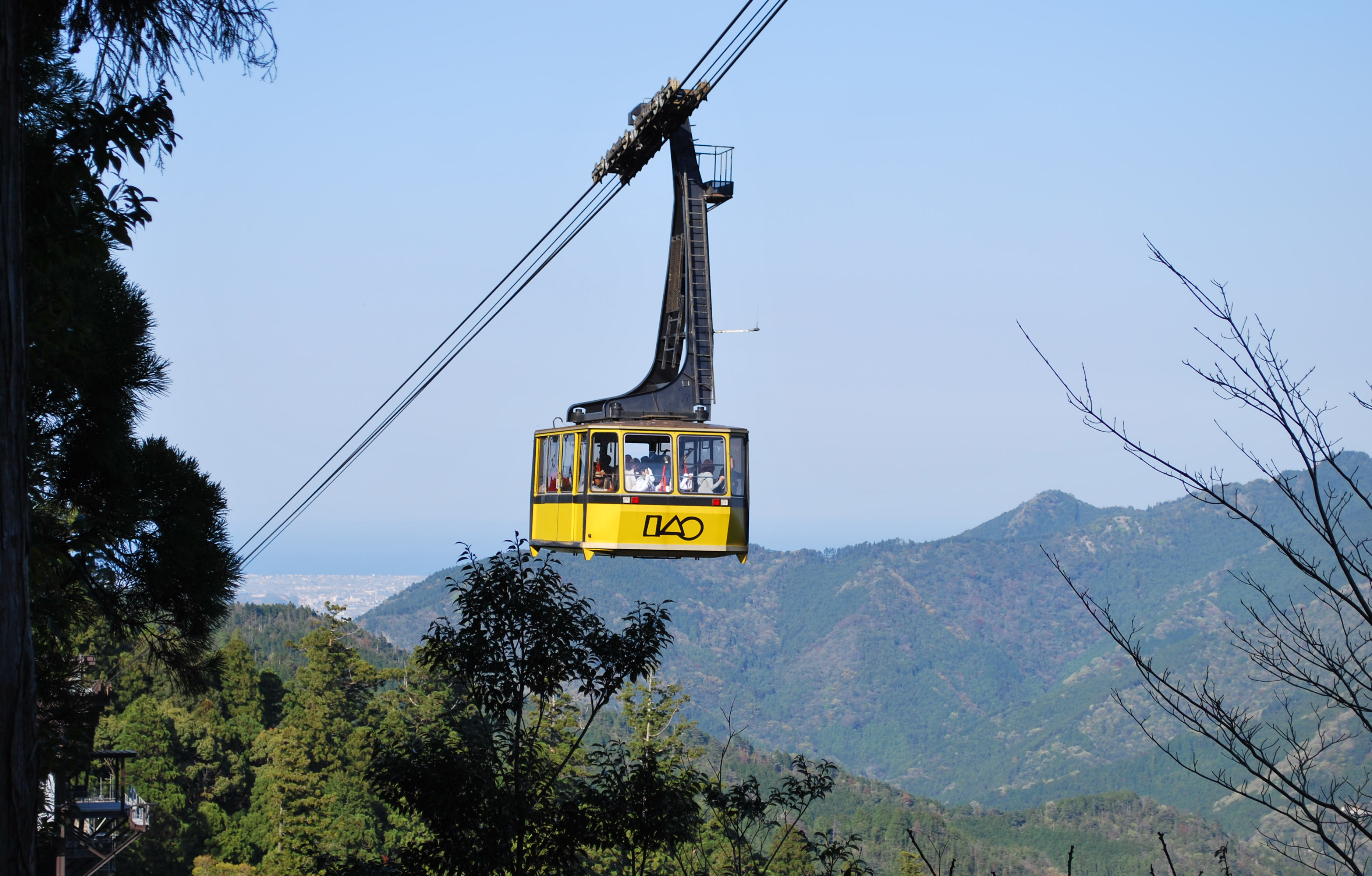
かつては□△〇のマークがあった
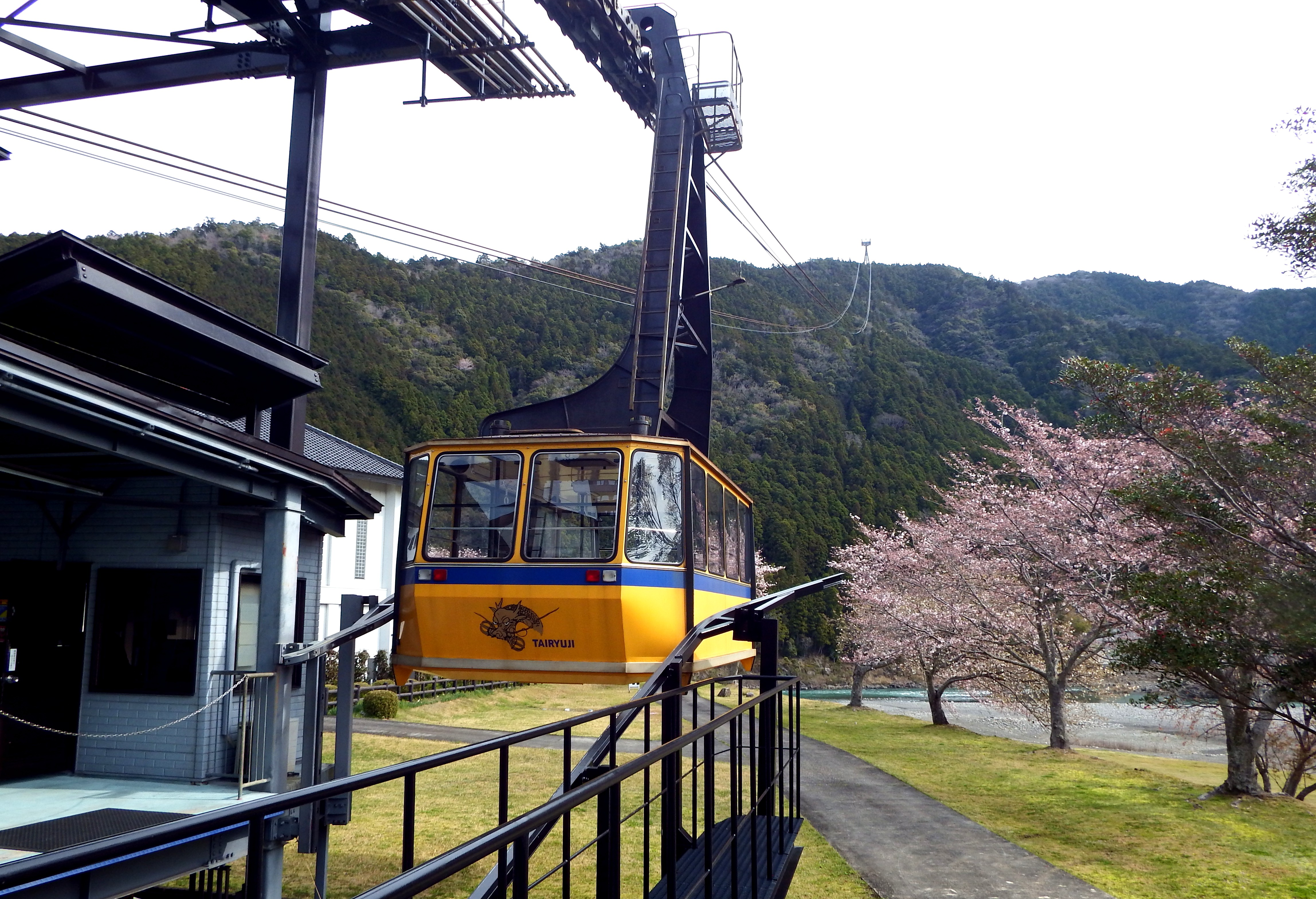
今は龍のマークに
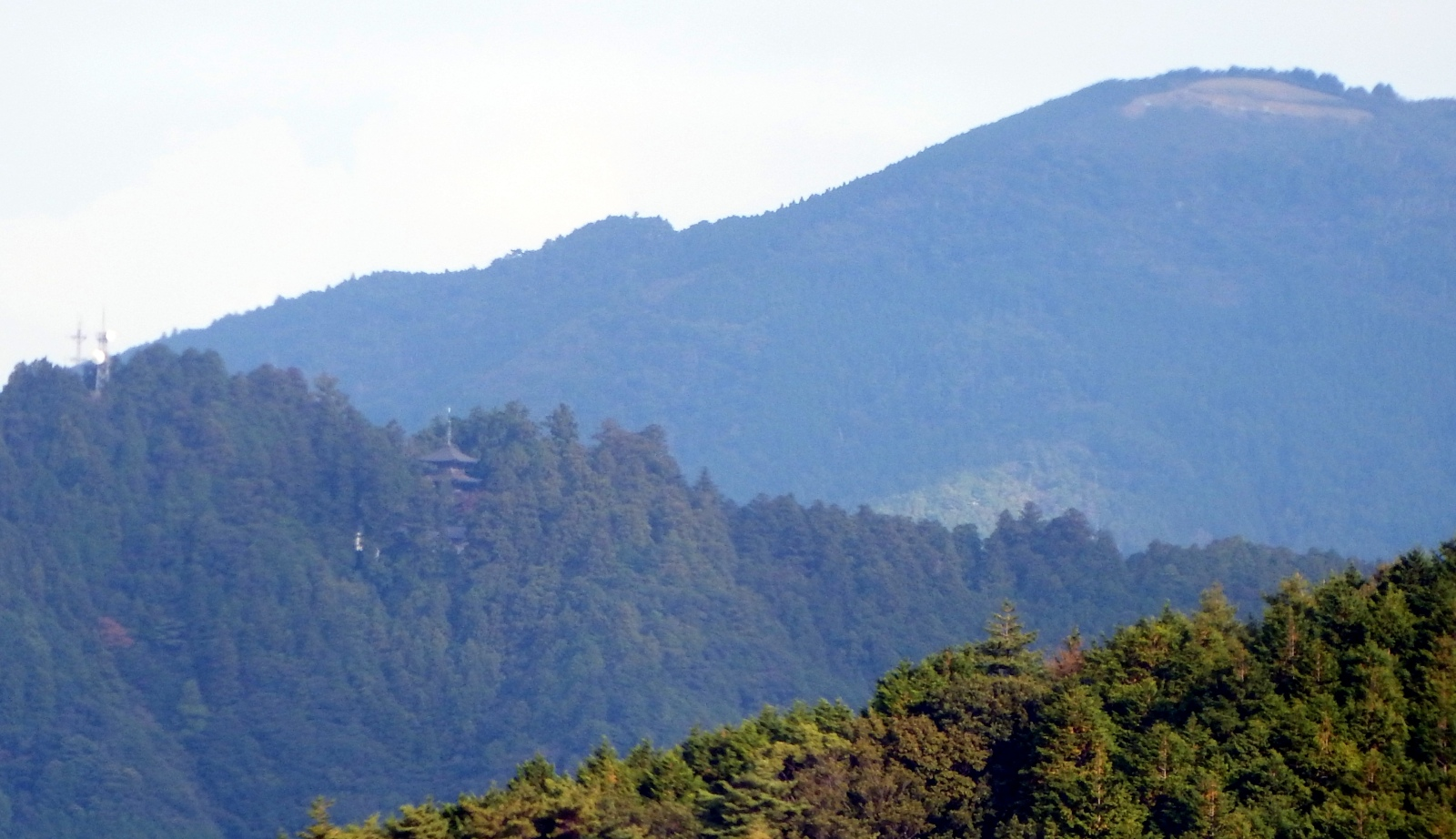
鶴林寺の三重塔を臨む
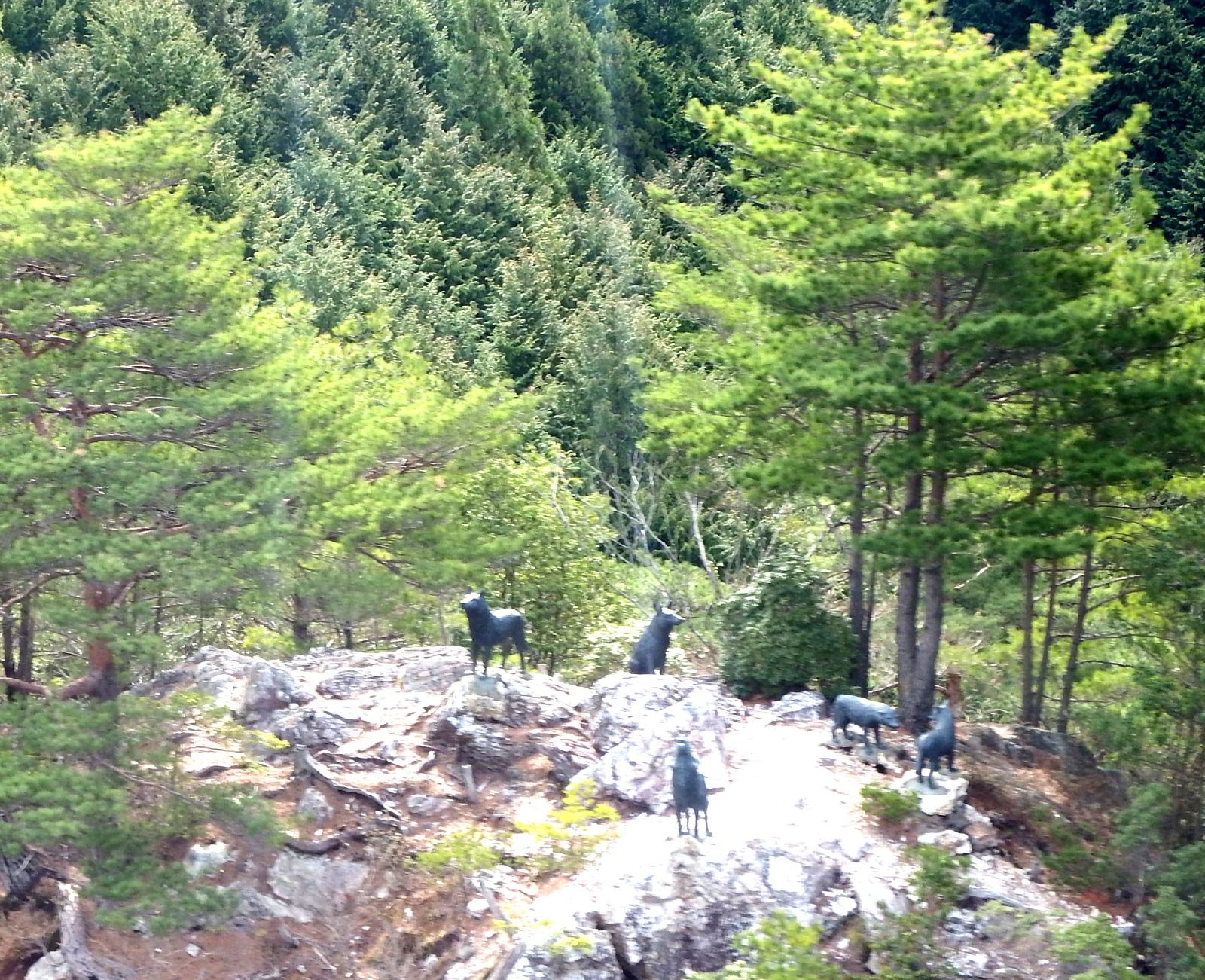
山犬ヶ嶽の五頭の狼
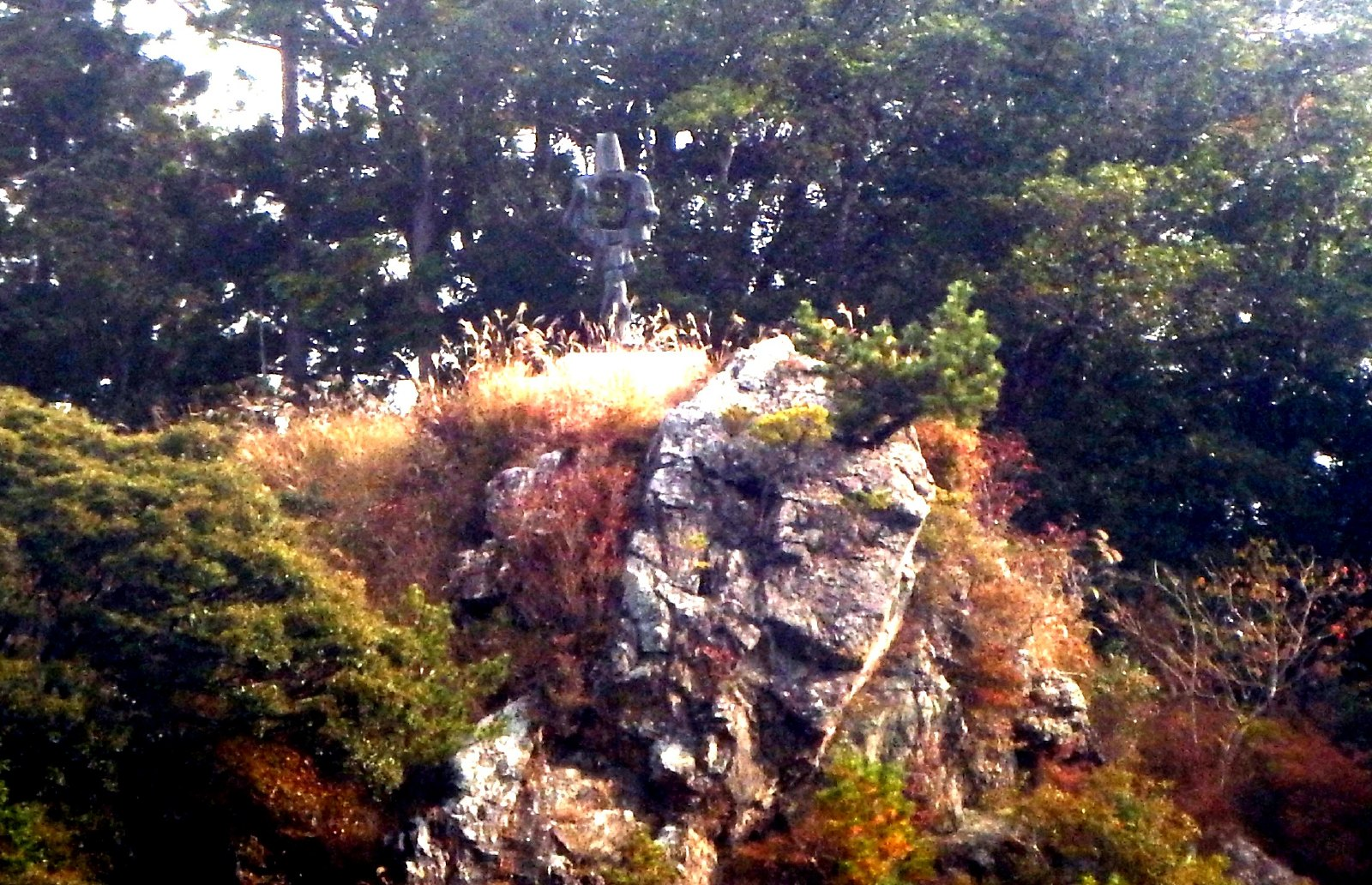
ヤマサキモリを臨む
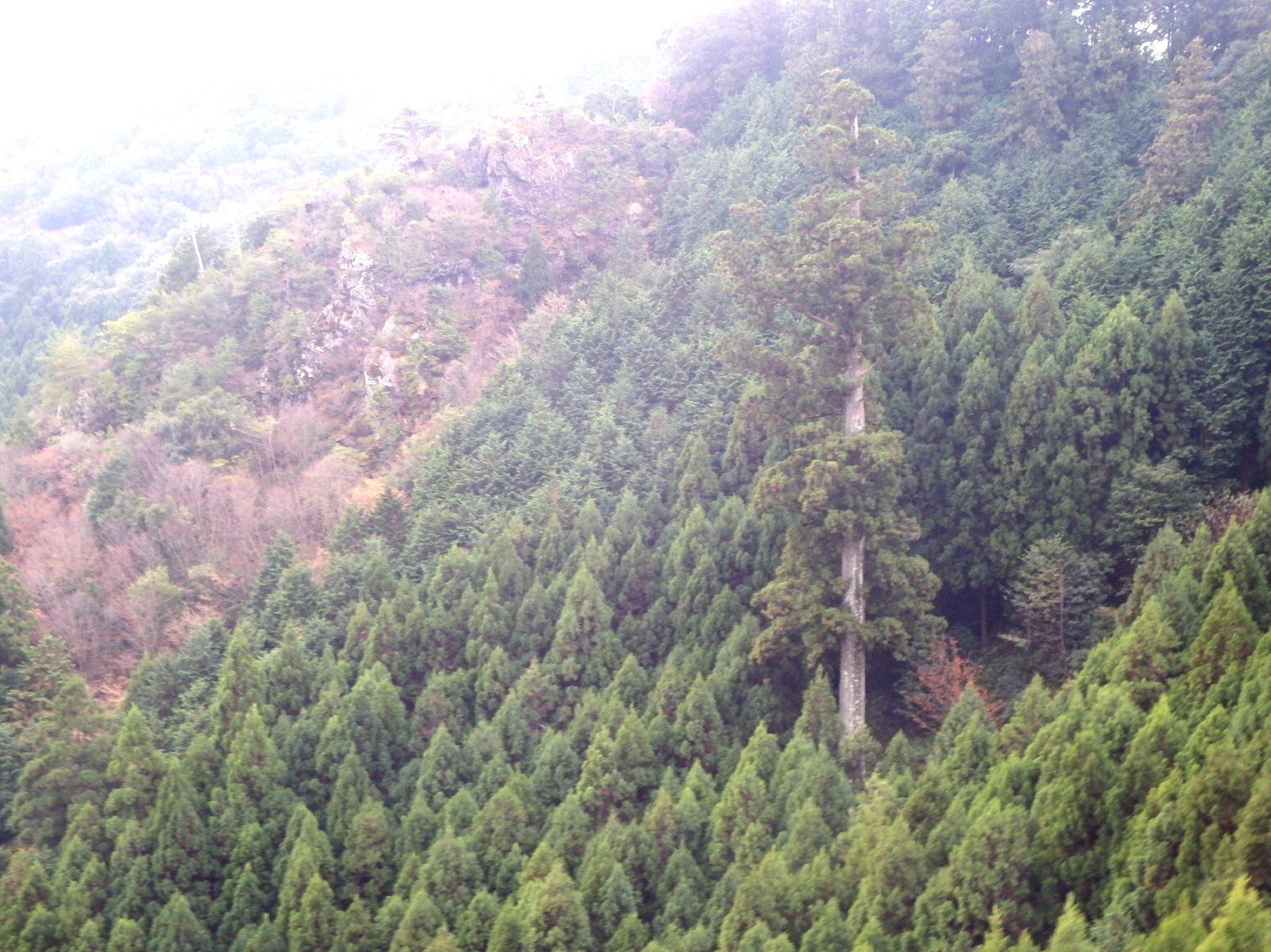
弘法大師像と燈明杉
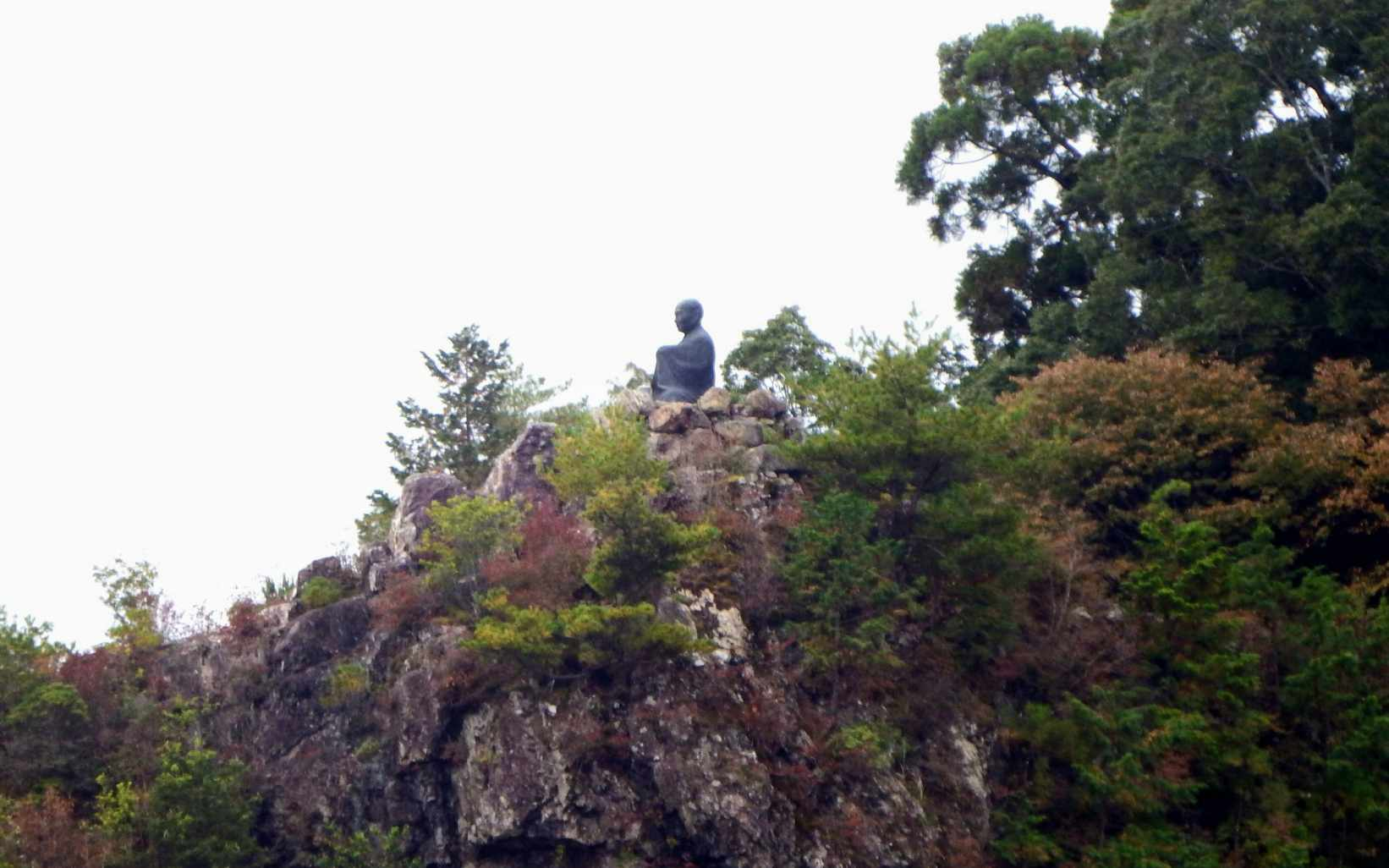
岩の上に弘法大師像
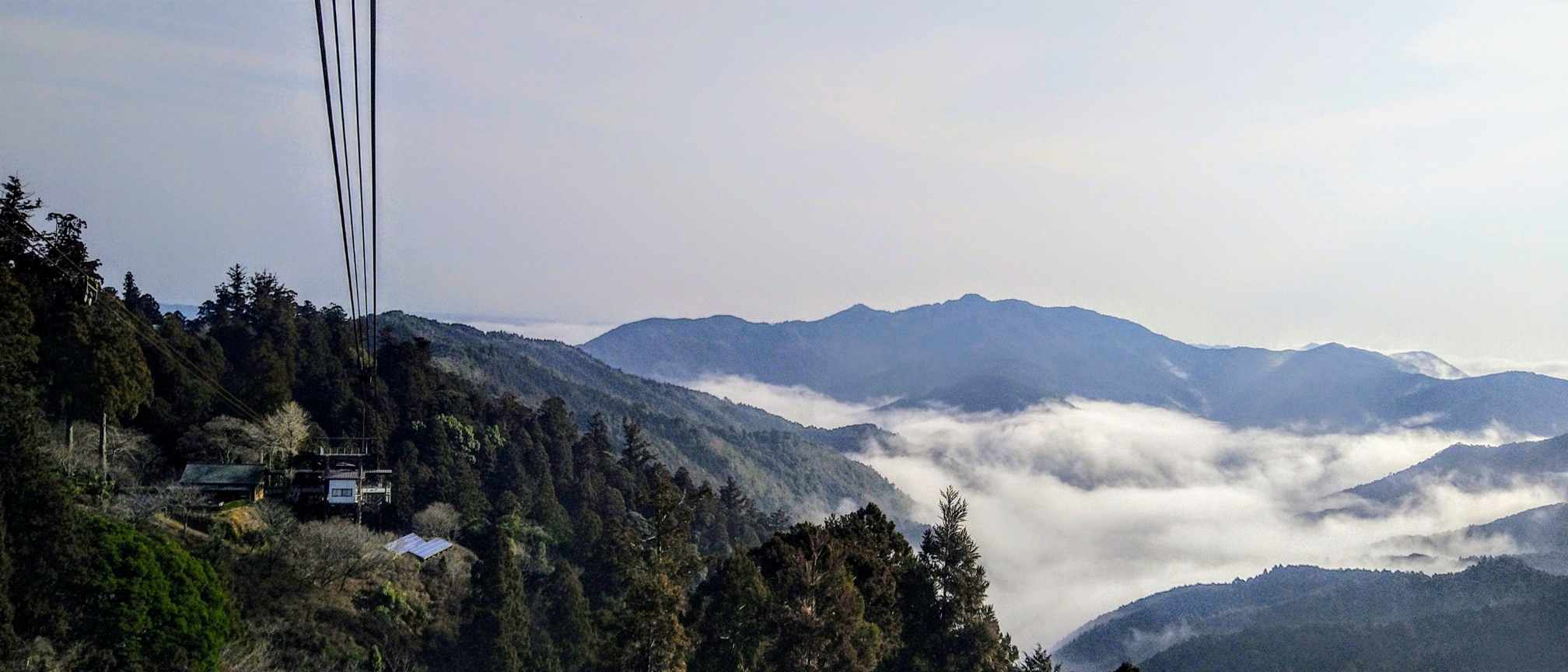
雲海の山頂駅
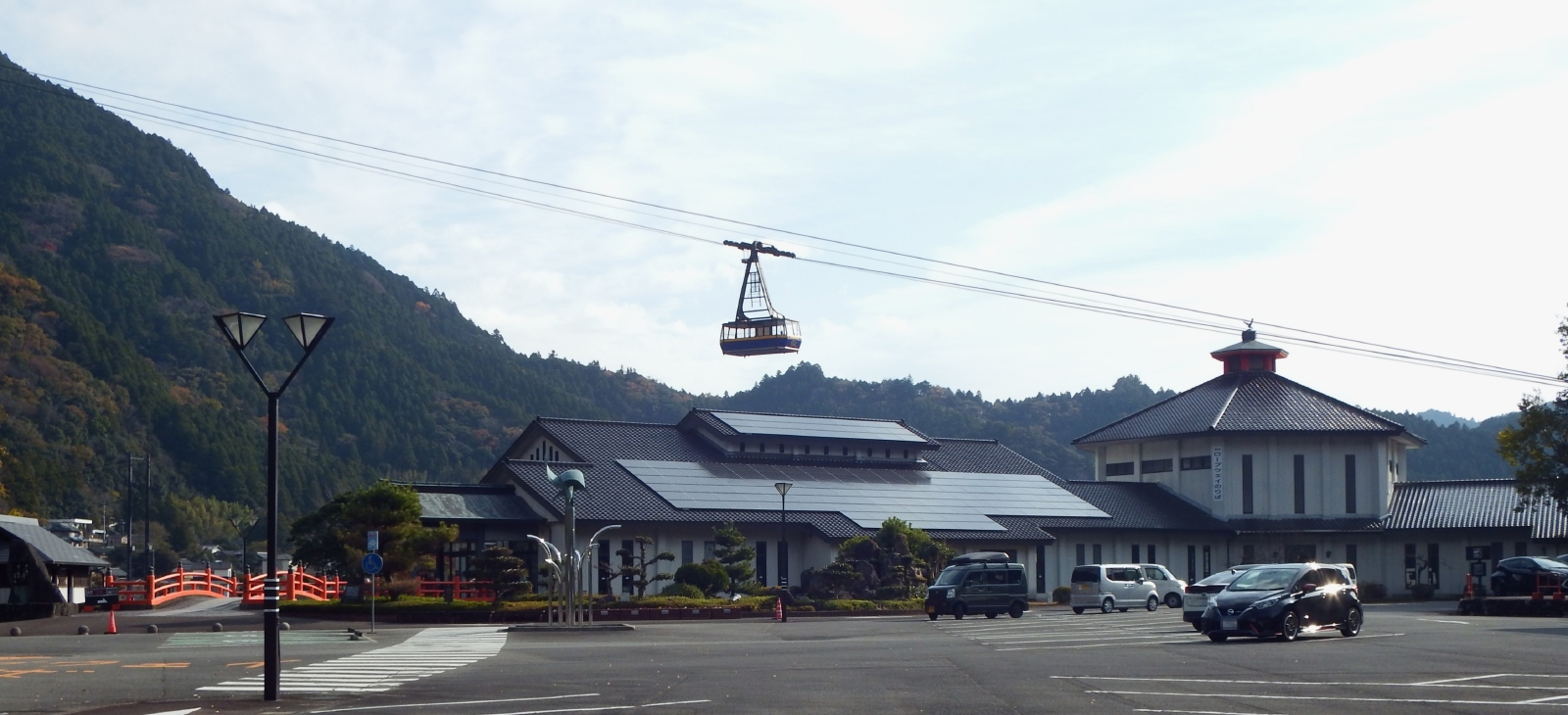
鷲の里
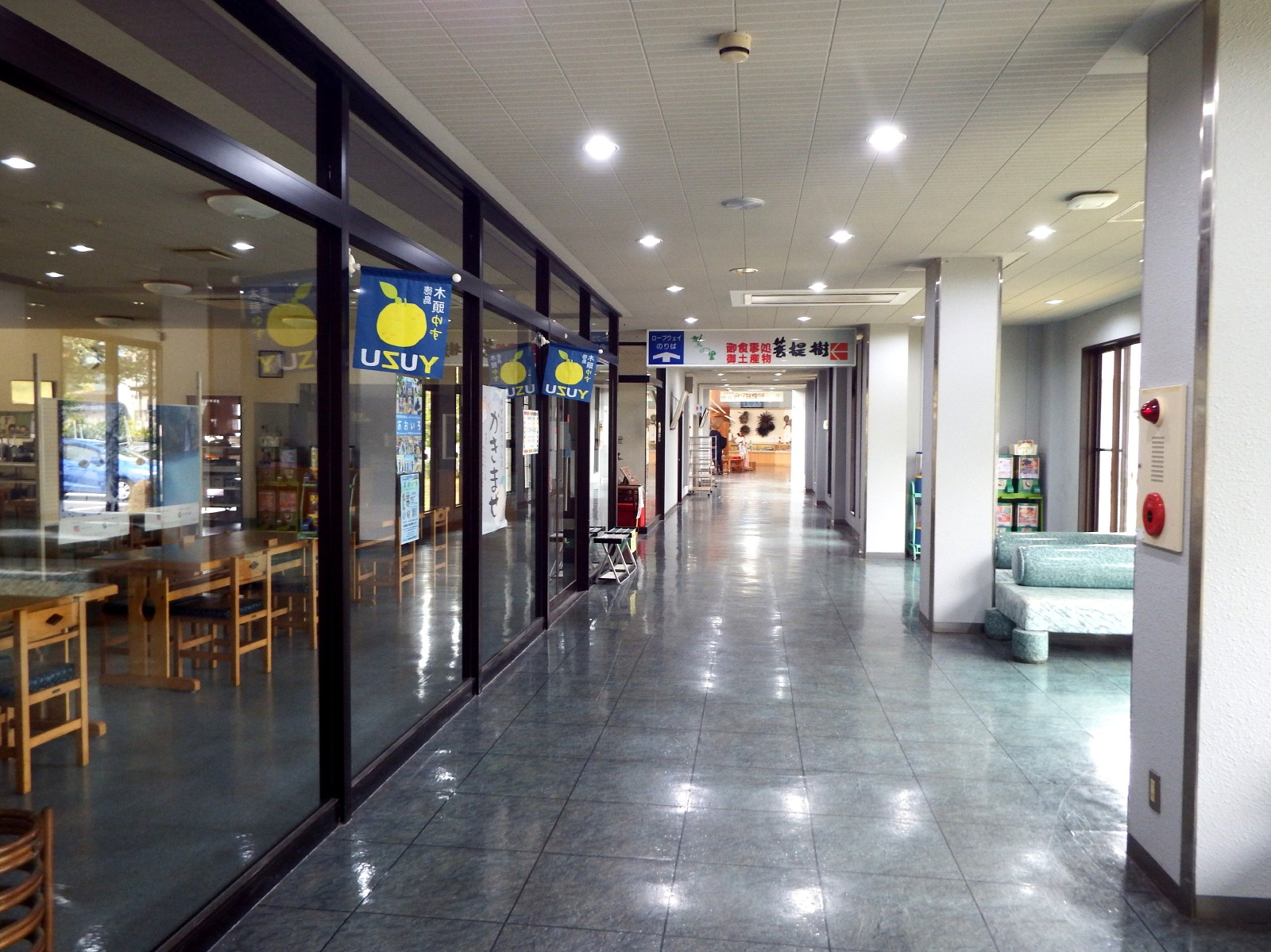
玄関からの通路で最奥が改札口
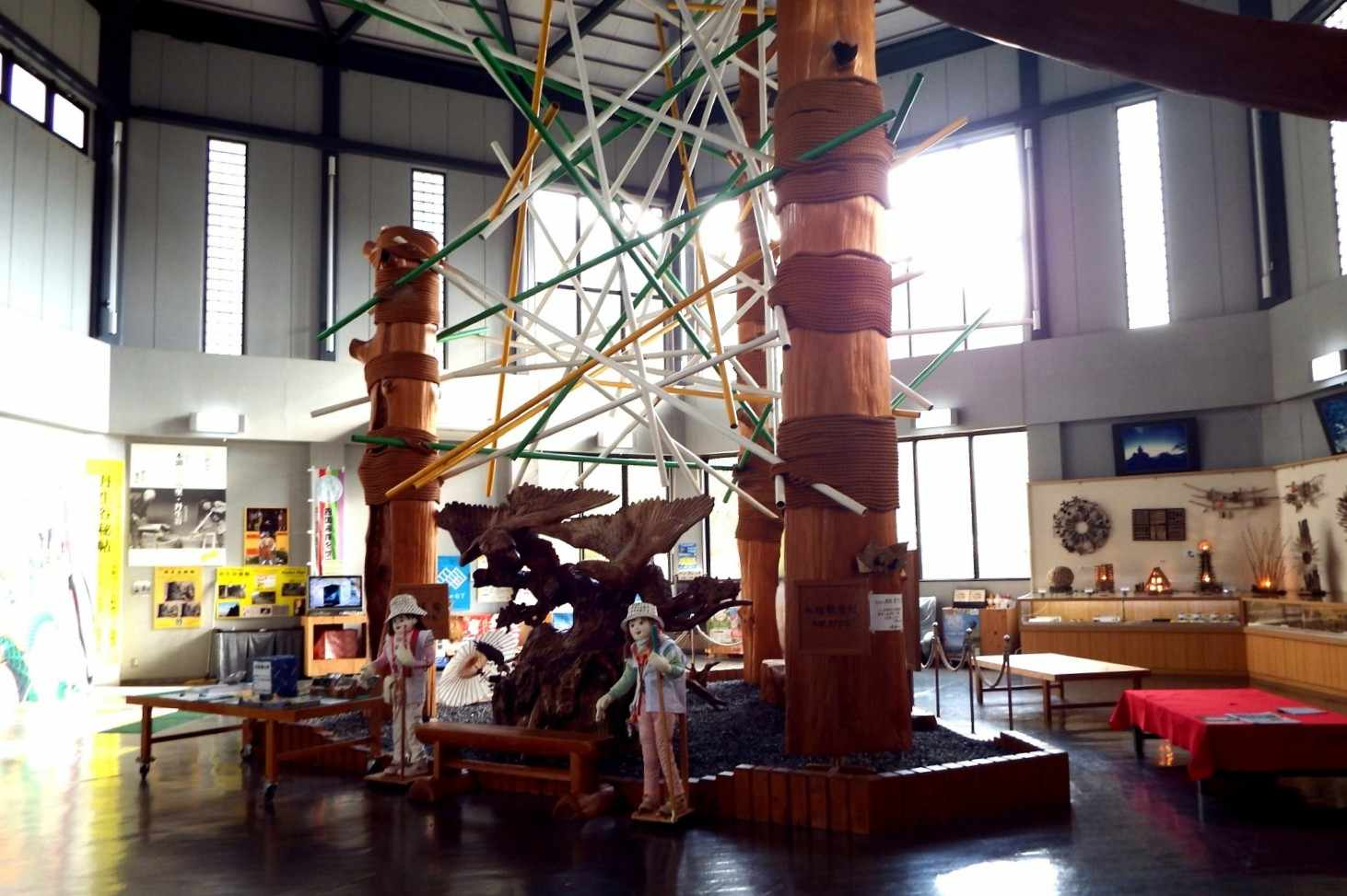
通路途中にある展示室
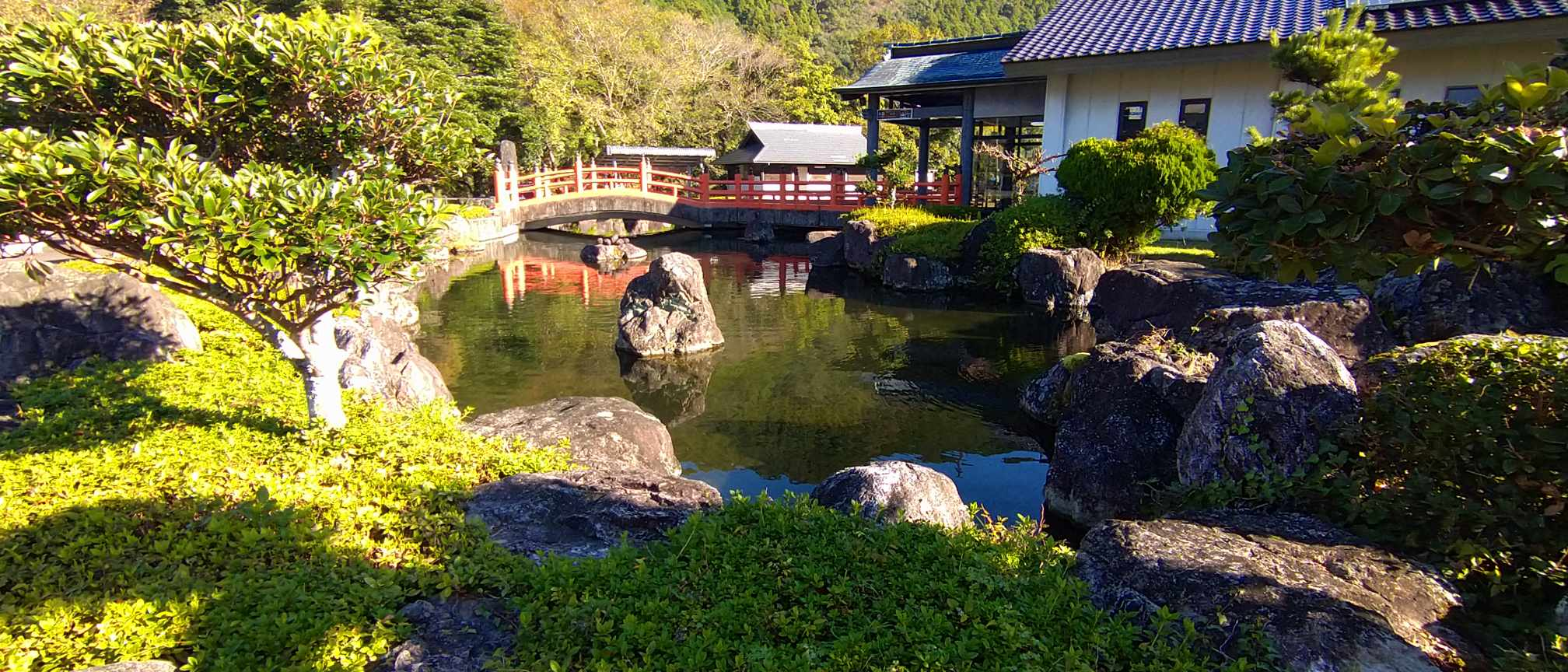
庭園

## 交通・宿
- バス：徳島駅から徳島バス(橘線)・橘営業所から徳島バス南部(丹生谷線)を利用。1時間30分、那賀町和食東下車徒歩10分
- JR　：JR牟岐線桑野駅下車桑野上より、または阿南駅下車阿南駅前より徳島バス南部(丹生谷線)を利用。那賀町和食東下車徒歩10分
- 車　：徳島ICより約１時間（カーナビ利用の場合は「太龍寺ロープウェイ山麓駅」または電話番号「0884-62-3100」で検索）。
- 館内食堂：御食事処・菩提樹（11：30～14：00）不定休
- 敷地内の宿：いやし亭心空koku(2024年6月15日再オープン）
- 周辺の宿：果樹園オーナーの宿「碧」（碧）、民宿ほたるの宿（ほたる）、わじき温泉ゆり野（ゆり野）

## 周辺
- 四国霊場第21番太龍寺（阿南室戸歴史文化道）
- 四国霊場第20番鶴林寺
- 蛭子神社
- 氷柱観音
- お松大権現
- 那賀川
- 午尾の滝
- 若杉山辰砂採掘遺跡
- 道の駅鷲の里
- 道の駅わじき
- 徳島県立那賀高等学校
- エキサイティング・サマー・イン・ワジキ
- 徳島県南部健康運動公園（アグリあなんスタジアム）